# Jugoslaviens kommunistiska ungdomsförbund
Jugoslaviens kommunistiska ungdomsförbund, Savez komunističke omladine Jugoslavije (SKOJ) var 1919 - 1948 ungdomsavdelningen inom Jugoslaviens kommunistparti.
SKOJ var anslutet till Kommunistiska ungdomsinternationalen och utgav tidskriften ”Crvena Zastava”.

Under andra världskriget organiserade SKOJ antifascistiska ungdomskommittéer som 1942 gick samman i Jugoslaviens förenade antifascistiska ungdomsförbund (USAOJ). SKOJ var medlem av denna paraplyorganisation som i maj 1946 bytte namn till Jugoslaviska folkets unga (NOJ).
1948 upplöstes SKOJ och blev en del av NOJ.
NOJ fick senare namnet Jugoslaviens socialistiska ungdomsförbund (SSOJ). När Socialistiska federationen Jugoslavien upplöstes i början av 1990-talet övertogs namnet SSOJ av ungdomarna inom Jugoslaviens nya kommunistparti.